# Florian Dannehl
Florian Dannehl (* 1972/1973) ist ein ehemaliger deutscher Footballspieler.

## Laufbahn

### Spieler
Dannehls Laufbahn im American Football begann im Jahr 1992 bei den Stormarn Vikings. Ab 1995 spielte er für die Kiel Baltic Hurricanes, ab 1999 gehörte der aus Tremsbüttel stammende Linebacker dem Aufgebot der Hamburg Blue Devils an. Dannehl spielte bis 2001 bei den Hamburgern und gewann mit ihnen 2001 die deutsche Meisterschaft.
2002 stand er wieder in Diensten der Kiel Baltic Hurricanes. Er spielte 2003 und 2004 abermals für die Hamburg Blue Devils, 2003 wurde er mit der Mannschaft erneut deutscher Meister.
Später stand Dannehl wieder für die Kiel Baltic Hurricanes auf dem Rasen und wurde in dieser Zeit als Kicker und auf der Runningback-Position eingesetzt. Dank eines von Dannehl in der letzten Spielsekunde erzielten Fieldgoals zog Kiel 2009 ins Endspiel um die deutsche Meisterschaft ein. Dort unterlag man allerdings den Berlin Adlern. 2010 gewann er mit der Mannschaft aus der Landeshauptstadt Schleswig-Holsteins dann den deutschen Meistertitel. 2016 kehrte er im Kieler Hemd noch mal aufs Spielfeld zurück.

### Trainer
Schon während seiner Spielerzeit war Dannehl auch als Trainer tätig. In den Jahren 2003 und 2004 gehörte er dem Stab der Hamburg Eagles sowie der Jugendauswahl Hamburgs an. Von September 2004 bis April 2005 war er in Personalunion Sportdirektor der Hamburg Blue Devils und im Trainerstab für die Betreuung der Runningbacks zuständig.
Bei den Lüneburg Jayhawks fungierte Dannehl 2005 und 2006 als Cheftrainer, 2006 war er gleichzeitig bei den Hamburg Eagles für das Training der Runningbacks verantwortlich. Im Jahr 2008 war er zeitweise Verteidigungskoordinator der Eagles und 2010 von August bis Oktober bei den Braunschweig Lions für die Fullback-Position zuständig. Ab 2011 bis August 2012 gehörte Dannehl dem Stab der Lübeck Cougars an, dort koordinierte er die Verteidigungsarbeit.
2013 wurde er Mitglied der Trainerriege der Kiel Baltic Hurricanes und kümmerte sich dort fortan um die Passverteidiger. Er blieb drei Jahre im Amt, ab 2016 war er Cheftrainer der Hamburg Swans. Im Vorfeld der Saison 2018 kam Dannehl nach Kiel zurück und betreute ein Jahr die Runningbacks, 2019 für eine Saison dann die Spieler in der Passverteidigung sowie die Spieler mit Sonderaufgaben.